# چهار رج
چهار رج (به انگلیسی: Connect Four) که با اسامی مختلفی همچون کانِکت فور، دوز ایستاده، دوز گرانشی، دوز چهارتایی، و… نیز شناخته می‌شود، یک بازی دو نفره است که در آن هر یک از بازیکنان یک رنگ را انتخاب می‌کنند و سپس به نوبت مُهره‌های خود را در یکی از ستون‌ها رها می‌کنند. هفت ستون وجود دارد که هر کدام شش طبقه (ردیف) دارند. مهره‌ها بایستی از پایین‌ترین طبقه روی هم قرار گیرند و مهره‌ها نمی‌توانند روی خانه‌های خالی قرار گیرند. هدف بازیکن باید در طول بازی این باشد که که یک خط افقی، عمودی یا مورب از چهار مُهره با رنگ خود تشکیل دهد (دوز کند). چهار رج یک بازی حل شده است و بازیکنی که اول نوبت را شروع می‌کند، از نظر تئوری همواره می‌تواند با انجام حرکات درست برنده شود.
این بازی توسط هاوارد وکسلر ابداع شد و اولین بار تحت علامت تجاری «Connect Four" توسط میلتون بردلی در فوریه ۱۹۷۴ به فروش رسید.

## راه حل ریاضی
چهار رج یک بازی دو نفره با اطلاعات کامل برای هر دو طرف است، به این معنی که هیچ چیزی از طرفین پنهان نیست. این بازی همچنین به طبقه‌بندی بازی‌های خصمانه و حاصل جمع صفر تعلق دارد، زیرا مزیت یک بازیکن، نقطه ضعف بازیکن حریف او است.
یکی از معیارهای پیچیدگی بازی چهار رج، در بررسی آمار و احتمال و شمارش تعداد موقعیت‌های ممکن هر بازیکن روی تخته است. به ازای تمامی بازی‌های دارای صفر تا ۴۲ مهره، برای رج شدن چهار مهره‌ای که روی تخته‌ای به عرض ۷ ستون و ۶ ردیف بازی می‌شوند، ۴٬۵۳۱٬۹۸۵٬۲۱۹٬۰۹۲ (حدود ۴½ تریلیون) حالت وجود دارد.

گیم پلی نمونه

این بازی برای بار نخست توسط جیمز داو آلن (۱ اکتبر ۱۹۸۸) و به‌طور مستقل توسط ویکتور آلیس (۱۶ اکتبر ۱۹۸۸) حل شد. آلیس با یک رویکرد مبتنی بر دانش، بدون اتکا به استراتژی، راه حل ثابتی برای بُرد در این بازی یافت. آلن همچنین در تحلیل خود از بازی، استراتژی‌های برنده شدن را برشمرد. در آن زمان که راه‌حل‌های اولیه برای چهار رج ارائه می‌شدند، استفاده از تجزیه و تحلیل بروت فورس ممکن نبود زیرا پیچیدگی بازی و پایین بودن سطح تکنولوژی رایانه‌ای این کار را امکان‌پذیر نمی‌کرد.
چهار رج از آن زمان با روش‌های بروت فورس نیز حل شده است و جان ترومپ توانست یک پایگاه داده هشت لایه از آن بسازد. الگوریتم‌های هوش مصنوعی که قادر به حل قوی چهار رج هستند، شامل مینیماکس یا نگامکس هستند، که با بهینه‌سازی‌هایی شامل هرس آلفا-بتا، ترتیب حرکت و جداول جابه‌جایی است، کار می‌کنند. کد حل چهار رج با این روش‌ها همچنین مبنایی برای معیار عملکرد عدد صحیح فورستونز است.
نتیجه حل شده برای چهار رج این است که همواره بازیکنی که اول شروع کند، بخت پیروزی دارد. در یک بازی ایده‌آل، بازیکن نخست می‌تواند با شروع از ستون وسط، در حرکت چهل و یکم، یا قبل از آن، هرچقدر هم حریف قوی باشد، برنده شود. بازی از لحاظ تئوری، زمانی که اولین بازیکن از ستون‌های مجاور مرکز شروع می‌کند، باید مساوی تمام شود (مگر یکی از طرفین ایده‌آل بازی نکنند و اشتباه داشته باشند). برای لبه‌های صفحه بازی، ستون ۱ و ۲ در سمت چپ (یا ستون ۷ و ۶ در سمت راست)، امتیاز دقیق ارزش حرکتی برای شروع اولین بازیکن، به ترتیب باخت در حرکت چهلم، و باخت در حرکت ۴۲ است. به عبارت دیگر، با شروع از چهار ستون بیرونی، بازیکن اول به بازیکن دوم اجازه می‌دهد تا برنده شود.

## تغییرات قوانین
گونه‌های اصلاح‌شدهٔ زیادی از چهار رج، با اندازه‌های مختلف تخته بازی، مهره‌های بازی و قوانین گیم پلی متفاوت به وجود آمده است. بسیاری از تغییرات تئوری، در تحقیقات هوش مصنوعی محبوب هستند ولی از محبوبیت عام در میان بازیکنان برخوردار نشده‌اند.

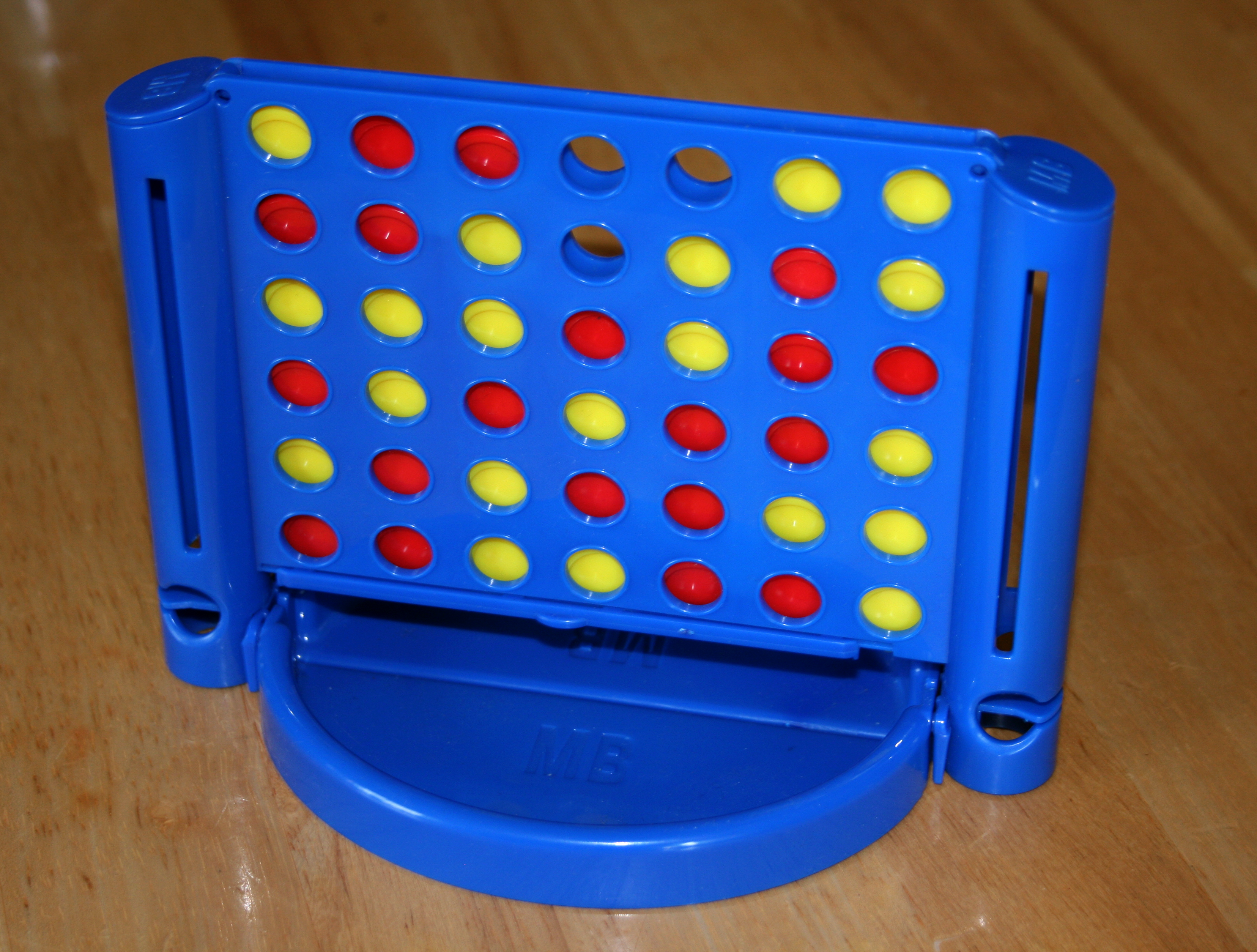
نسخه مسافرتی بازی میلتون بردلی

متداول‌ترین اندازه تخته چهار رج ۷ ستون × ۶ ردیف است. مدل‌های جایگزین شامل ۵×۴، ۶×۵، ۸×۷، ۹×۷، ۱۰×۷، ۸×۸، بی‌نهایت، و بی‌نهایت مُدوّر-کُره‌ای هستند.
چندین مدل اصلاح شده از نسخه‌ها تخته‌ای فیزیکی چهار رج از شرکت هاسبرو به فروش رسیده که اجازه می‌دهند طبقات پایین بازی خالی شوند. در کنار گیم پلی سنتی، این ویژگی امکان تغییراتی در بازی را فراهم می‌کند. برخی از نسخه‌های قبلی بازی شامل دیسک‌هایی با علامت‌گذاری خاص و توسعه‌دهنده‌های ستون مقوایی برای تغییرات بیشتر در بازی بودند.

## در فرهنگ عامه
- استوارت مکونی، پخش کننده و نویسنده - در حین کار در ان‌ام‌ئی - شایعه ای را مبنی بر اختراع چهار رج توسط دیوید بویی مطرح کرد که به یک افسانهٔ محلی تبدیل شد.[۲۲]
- در شبکهٔ دِ هاب نمایشی با عنوان شب بازی خانوادگی پخش شد که یک بازی تحت نام «چهار رج بسکتبالی» وجود داشت که در آن تیم‌ها از توپ‌های رنگی استفاده می‌کردند.
- در بازی ویدیویی یک راه خروج، وینسنت و لئو می‌توانند چهار رج را به عنوان یک مینی گیم بازی کنند.